# Daniel Behm
Daniel Behm, född 6 april 1973, är en svensk före detta professionell ishockeyspelare (back).
Han har spelat för Brooklyn Tigers, Piteå HC och Luleå HF i sin karriär, mellan åren 1996 till 2003.